# Jakub Paschalis Jakubowicz

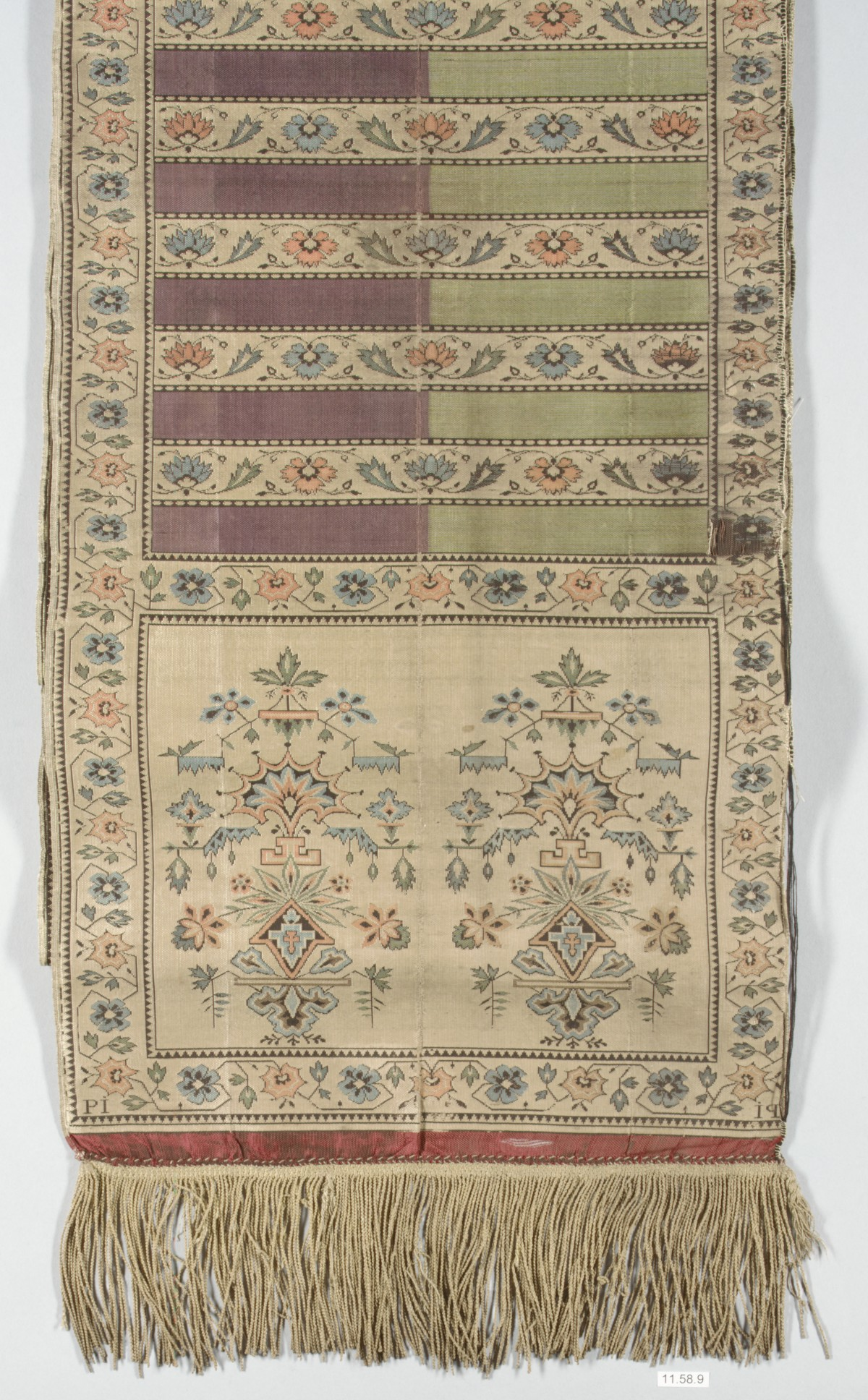
Pas kontuszowy z persjarni Jakubowicza. Warszawa, ok. 1790. Metropolitan Museum of Art

Jakub Paschalis Jakubowicz (ur. ok. 1736, zm. 6 kwietnia 1817 w Warszawie) – polski kupiec, przedsiębiorca i działacz mieszczański pochodzenia ormiańskiego, nobilitowany w 1791.

## Działalność kupiecka
Data i miejsce jego urodzenia nie są znane. Wiadomo, że przybył do Polski z Tokatu w Poncie, w latach 60. XVIII wieku. W Warszawie prowadził sklep z towarami orientalnymi, a następnie do spółki z Antonim Kriegerem sklep turecki. 4 czerwca 1773 roku, dzięki poparciu Jana Dekerta, seniora warszawskiej konfraterii kupieckiej i późniejszego prezydenta miasta, został wpisany do księgi przyjęć prawa miejskiego. 5 września 1788 roku otrzymał prawo miejskie w Krakowie i nabył dom przy ul. Sławkowskiej. W tym samym roku kupił kamienice w Warszawie przy ul. Krakowskie Przedmieście nr 450, dworek ze stajniami na Mariensztacie. W 1792 roku wzniósł istniejący do dzisiaj dwór w Lipkowie, a w 1795 roku kupił dom w Brodach.

## Założenie manufaktury
Przed 1787 rokiem pasy kontuszowe dla warszawskiego sklepu Jakuba Paschalisa wyrabiano w Krakowie i we Francji, według przesłanych z Polski wzorów. Około 1788 roku Jakub Paschalis założył w Warszawie persjarnie, czyli manufakturę pasów kontuszowych. W 1789 ogłosił w Suplemencie do Gazety Warszawskiej, że każdy może zamówić u niego pas w tym gatunku i guście, jaki zechce. Niezadowolony z jakości pasów produkowanych we Francji zerwał współpracę i w 1790 roku założył manufakturę w Lipkowie pod Warszawą, w majątku kupionym od marszałka wielkiego koronnego Michała Mniszcha. W 1791 roku persjarnia warszawska przyłączona została do lipkowskiej, gdzie w 1793 roku pracowało kilkuset pracowników. Jakub Paschalis sygnował swoje pasy literami P.J., imieniem Paschalis lub barankiem z chorągiewką i literami P.I. W 1791 roku manufakturę zwiedził król Stanisław August Poniatowski, który w tym samym roku za pomnożenie pożytecznych rękodzieł, wysokie walory artystyczne produkcji oraz szkolenie fachowych pracowników i majstrów tkackich nobilitował Jakuba Paschalisa. Przyjął on nazwisko Jakubowicz, herb Jakubowicz, odmianę herbu Junosza, z wyobrażającym Baranka Paschalnego z chorągiewką. Pasy kontuszowe były produkowane w manufakturze lipkowskiej do 1794 roku, kiedy zaprzestała ona działalności z powodu zmiany mody.

## Działalność społeczna
W latach 1789–1793 piastował kilka funkcji miejskich, w tym starszego konfraterni kupieckiej, gminnego i ławnika, od 1791 roku zasiadał w Urzędzie Ekonomicznym Warszawy. Walczył o prawa mieszczan, spisane w akcie i memoriale zjednoczenia miast 27 grudnia 1789 roku. Był członkiem komisji wyznaczonej przez magistrat w celu opracowania projektu policji dla stolicy. W 1792 roku Jakub Paschalis ufundował kościół w Lipkowie. W 1809 roku zasiadał w Sejmie Księstwa Warszawskiego jako deputowany gminy i miasta Warszawy.
Żoną Jakuba Paschalisa od 1776 roku była Ormianka Marianna z Muradowiczów (zm. 1815), z którą miał pięcioro dzieci.